# West Mifflin
West Mifflin ist ein Borough im Allegheny County im US-Bundesstaat Pennsylvania. Das U.S. Census Bureau hat bei der Volkszählung 2020 eine Einwohnerzahl von 19.589 auf einer Fläche von 37,6 km² ermittelt. West Mifflin bildet eine Vorstadt von Pittsburgh. Die Ortschaft ist nach Thomas Mifflin benannt, dem ersten Gouverneur von Pennsylvania.
Obwohl West Mifflin stark von Wohngebieten geprägt ist, beherbergt er einen der ältesten traditionellen Vergnügungsparks Amerikas, den Kennywood Park, gegründet 1899. Hier befindet sich auch das Bettis Atomic Power Laboratory, eine Forschungseinrichtung, die sich ausschließlich mit der Konstruktion und Entwicklung von Kernkraft für die US Navy beschäftigt.

## Geschichte
Miflin Township wurde am 18. Dezember 1788 als eines der ursprünglichen sieben Townships von Allegheny County gegründet. 1956 wurde West Mifflin von einem Township zu einem Borough umgewandelt.

## Demografie
Die Bevölkerung teilt sich nach einer Schätzung von 2023 auf in 81,9 % Weiße, 10,1 % Afroamerikaner, 0,1 % amerikanische Ureinwohner, 1 % Asiaten und 6,7 % mit zwei oder mehr Ethnizitäten. Hispanics oder Latinos aller Ethnien machten 2,3 % der Bevölkerung aus. Das mittlere Haushaltseinkommen lag bei 70,335 US-Dollar und die Armutsquote bei 11,9 %.

## Verkehr
Der Allegheny County Airport befindet sich in West Mifflin.